# Cordylomera comoensis
Cordylomera comoensis es una especie de escarabajo longicornio del género Cordylomera, tribu Phoracanthini, subfamilia Cerambycinae. Fue descrita científicamente por Adlbauer en 2000.

## Descripción
Mide 9,5-11 milímetros de longitud.

## Distribución
Se distribuye por Costa de Marfil.